# Stenia aurorae
Stenia aurorae är en orkidéart som beskrevs av David Edward Bennett och Eric Alston Christenson. Stenia aurorae ingår i släktet Stenia och familjen orkidéer. Inga underarter finns listade i Catalogue of Life.